# Хронология фотографии
Хронология основных событий в истории фотографии. Изобретения и открытия, оказавшие наиболее сильное влияние на развитие технологии.

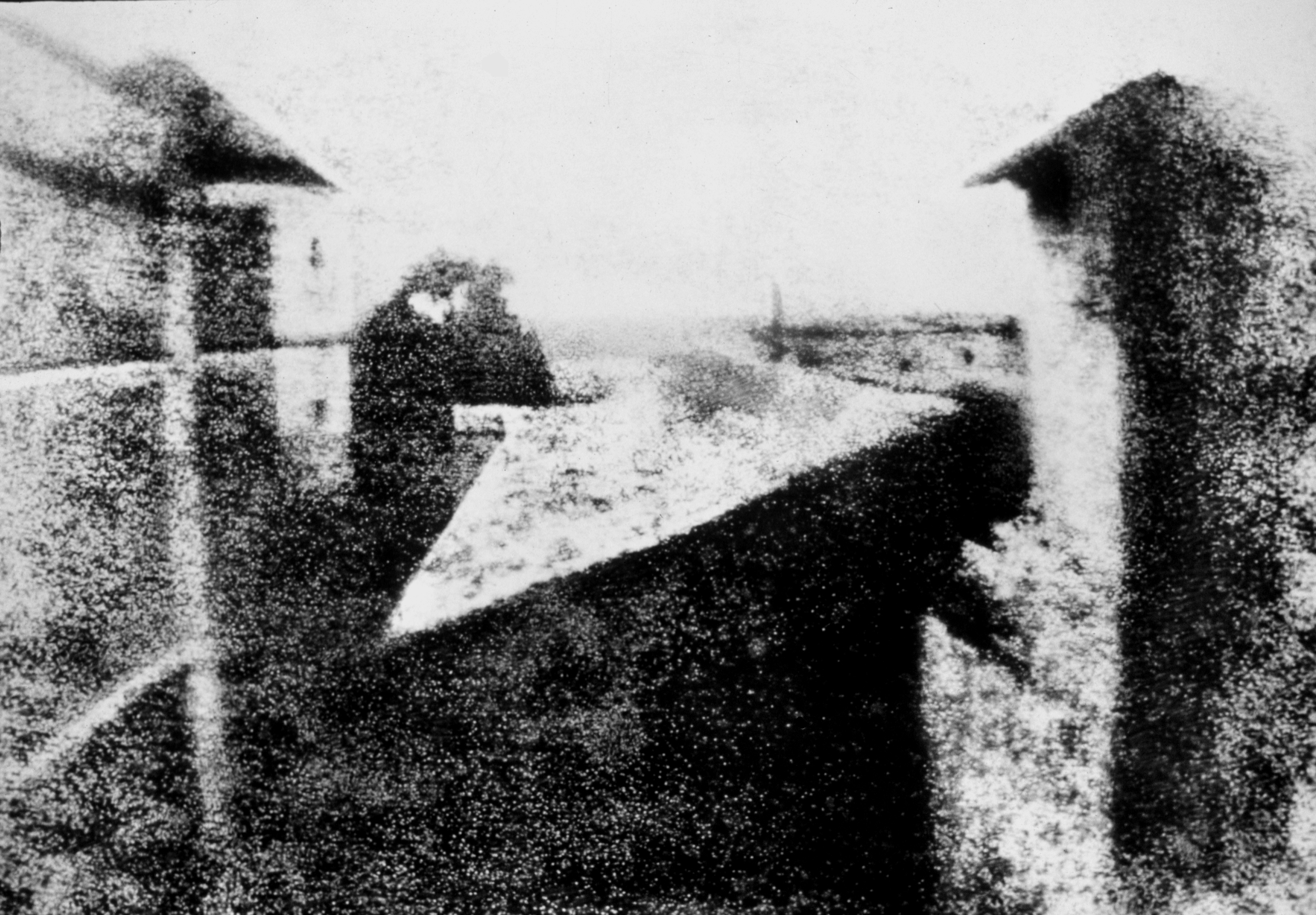
Старейшая сохранившаяся фотография «Вид из окна в Ле Гра». Жозеф Нисефор Ньепс, 1826 год

## Разработки доXVIII века(включительно)
- V век до н. э. Первые упоминания о Камере-обскуре. Последователи китайского философа Мо-цзы (кит. 墨子) описали возникновение перевёрнутого изображения на стене затемнённой комнаты[1];
- 1694 Химик Вильгельм Гомберг (нем. Wilhelm Homberg) открыл светочувствительность азотнокислого серебра[2];
- 1727 Врач и профессор анатомии Иоганн Генрих Шульце (нем. Johann Heinrich Schulze) обнаружил светочувствительность хлористого серебра[2];
- 1733 Англичанин Честер Холл (англ. Chester Moore Hall) открывает способ устранения хроматической аберрации и разрабатывает объектив ахромат;
- 1777 Шведский химик Карл Вильгельм Шееле (швед. Carl Wilhelm Scheele) провёл опыты с хлористым серебром и открыл, что с помощью аммиака готовые снимки можно делать устойчивыми к свету[3][2];
- не позднее 1795 года английский художник-керамист Джозайя Веджвуд (англ. Josiah Wedgwood) пробует воспользоваться светочувствительными свойствами хлористого серебра для получения фотографических изображений.
- 1799 Томас Веджвуд (англ. Thomas Wedgwood) начинает опыты по фиксации силуэтных изображений на бумаге, пропитанной светочувствительной смесью. Однако готовые изображения быстро исчезают при продолжении воздействия света, а способ их фиксирования Веджвуду неизвестен;

## XIX век

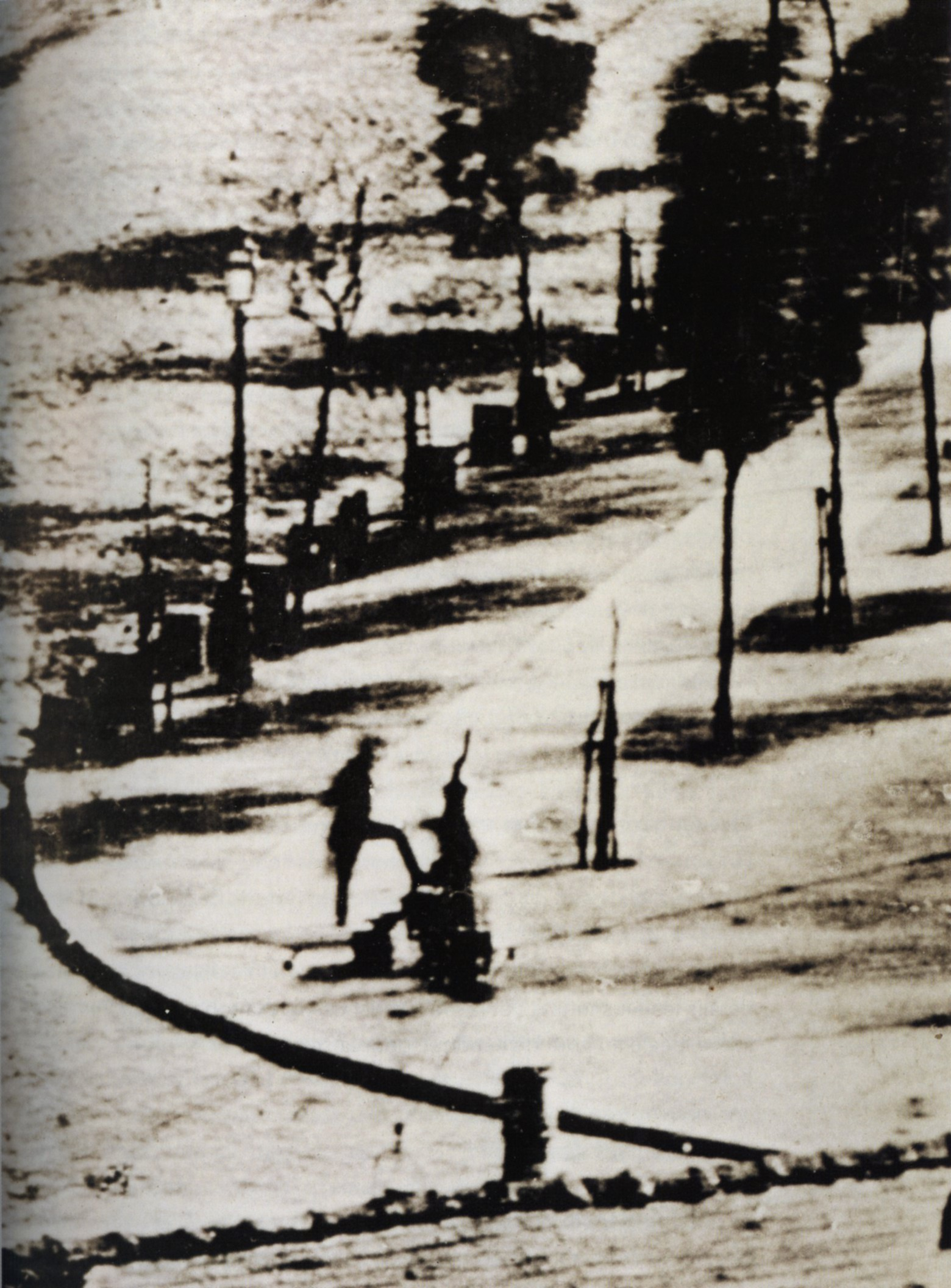
Первая человеческая фигура, запечатлённая на дагеротипе. Франция, 1838 год

- 1801 Немецкий физик Иоганн Риттер (нем. Johann Wilhelm Ritter) открывает ультрафиолетовое излучение, благодаря почернению хлористого серебра[2];
- 1802 Томас Веджвуд и Хамфри Дэви (англ. Humphry Davy) опубликовали в Лондоне «Доклад о методе копирования изображений на стекло и создания копий с помощью воздействия света на нитрат серебра»;
- 1814 Хамфри Дэви открыл ещё одну светочувствительную соль серебра — иодистое серебро[4];
- 1816 Жозеф Нисефор Ньепс (фр. Joseph Nicéphore Niépce) получил с помощью камеры-обскуры изображение своего двора на бумаге, пропитанной хлористым серебром[2]. Изображение было негативным, а Ньепс так и не нашёл способа его обращения в позитив[5]. В результате он отказывается от солей серебра в дальнейших изысканиях[6];
- 1819 Джон Фредерик Вильям Гершель (англ. Frederick William Herschel), сын Вильяма Гершеля, открыл способность тиосульфата натрия растворять соли серебра[7][4];
- 1822, июль. Ньепс начал опыты с битумом, скопировав этим способом портрет Папы Пия VII. Светочувствительный слой экспонировался контактным способом сквозь оригинал гравюры, без использования камеры-обскуры[8][9];
- 1824 Ньепс получил первый светостойкий фотоснимок, сделанный камерой-обскурой методом гелиографии. Однако из-за хрупкости литографского камня, послужившего подложкой для светочувствительного асфальтового слоя, снимок был уничтожен при попытке печати на бумаге;
- 1826 Антуан Жером Балар (фр. Antoine-Jérôme Balard) открыл светочувствительность бромида серебра[4];

При посредничестве производителя микроскопов Луи-Венсана Шевалье и его сына Шарля Жозеф Нисефор Ньепс познакомился в Париже с другим исследователем в области фотографии Жаком Луи Дагером;
- 1827 (по некоторым данным 1826 год) Ньепс получил на пьютеровой пластинке первый дошедший до наших дней фотоснимок, сделанный камерой-обскурой методом гелиографии — «Вид из окна в Ле Гра»[11][12][13];
- 1829 Ньепс и Луи Дагер (фр. Louis Jacques Mandé Daguerre) заключили нотариальное соглашение о совместных работах по усовершенствованию технологии гелиографии[14];
- 1833 Негативные фотографические изображения удаётся получить на бумаге, пропитанной нитратом серебра, художнику из Бразилии Эркюлю Флорансу[10][15][16];

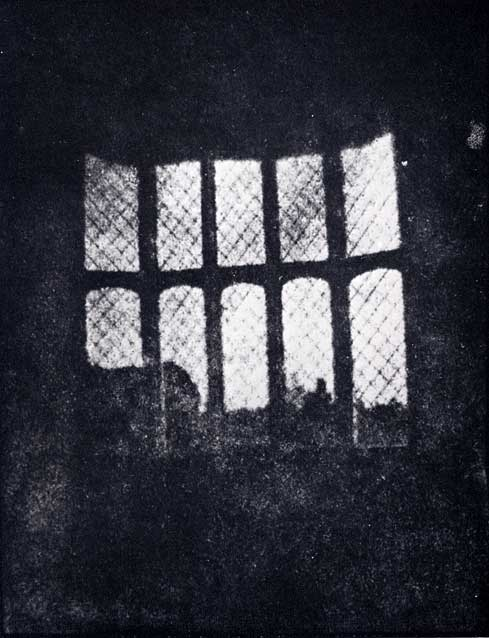
Первый калотип Тальбота «Окно аббатства Лекок». Великобритания, 1835 год

- 1835 Уильям Генри Фокс Тальбот (англ. William Henry Fox Talbot) создал первый бумажный негатив снимка «Окно аббатства Лекок» с помощью миниатюрной камеры-обскуры[12]. В качестве фотоматериала использована бумага, пропитанная нитратом серебра и раствором соли[17];

Дагер открыл возможность проявления скрытого изображения экспонированной посеребрённой пластинки парами нагретой ртути;
- 1838 Чарльз Уитстон (англ. Sir Charles Wheatstone) продемонстрировал на заседании Королевского общества принцип бинокулярного зрения[18];
- 1839 7 января физик Франсуа Араго (фр. Dominique François Jean Arago) на заседании Парижской академии наук впервые сообщил об изобретении Луи Дагером и Нисефором Ньепсом дагеротипии[14][19]. С 1935 года по решению IX Международного конгресса научной и прикладной фотографии эта дата считается днем изобретения фотографии[20];

25 января Тальбот представил в Лондонском королевском обществе технологию калотипии — способ создания позитивной копии на солевой бумаге с бумажного негатива, с помощью которого возможно тиражирование позитивов;
- 1840 Чиновник министерства финансов Франции Ипполит Байар (фр. Hippolyte Bayard) передал Французской академии наук разработанную годом раньше прямопозитивную технологию получения фотографических изображений на бумаге[21];

Карл Фридрих Гаусс (нем. Johann Carl Friedrich Gauß) разработал теорию построения изображений в сложных оптических системах;
Йозеф Максимилиан Пецваль (венг. Josef Maximilian Petzval) рассчитал объектив с рекордной для тех лет светосилой f/3,7. Это позволило существенно сократить выдержку, упростив портретную съёмку;
Александр Уолкотт и Джон Джонсон открыли в Нью-Йорке первое в мире портретное фотоателье;
- 1841 Тальбот значительно усовершенствовал свою технологию, резко увеличив светочувствительность фотобумаги за счёт проявления невидимого скрытого изображения[25][26]. В этом же году зарегистрирован патент на окончательный вариант калотипии[14];

23 марта Ричард Берд открывает первое европейское портретное ателье в Лондоне;
Марк Антуан Огюст Годэн изобрёл револьверную диафрагму с отверстиями разного диаметра для управления светопропусканием и глубиной резкости. Для фокусировки вместо выдвижных ящиков Годэн предложил использовать телескопические трубки;
- 1842 Французы Фоконье и Альфред Давиньон открыли в Санкт-Петербурге первое в России дагеротипное ателье[30];
- 1843 Йозеф Пухбергер (нем. Joseph Puchberger) запатентовал первый панорамный фотоаппарат, снимающий вращающимся объективом на изогнутые дагеротипные пластинки[22];
- 1844 Тальбот опубликовал первую книгу «Карандаш природы» (англ. The Pencil of Nature) с фотоиллюстрациями, сделанными методом калотипии[14];

Людвиг Мозер создал первый стереофотоаппарат для дагеротипных пластинок;
- 1845 Французские физики Физо и Фуко впервые сфотографировали солнечные пятна[32];
- 1847 Фотограф Сергей Левицкий изобрёл фокусировочный мех для фотоаппарата[31];
- 1850 27 мая Луи Дезире Бланкар-Эврар (фр. Louis Désiré Blanquart-Evrard) на заседании Французской академии наук представил технологию альбуминовой фотопечати[33];
- 1851 Фредерик Скотт Арчер (англ. Frederick Scott Archer) опубликовал в журнальной статье технологию мокрого коллодионного процесса[34];
- 1852 Тальбот обнаружил светочувствительность хромированной желатины, влияющую на её растворимость в горячей воде[35];
- 1854 27 ноября Андре-Адольф-Эжен Дисдери (фр. André-Adolphe-Eugène Disdéri) зарегистрировал патент на визитную карточку с фотографией владельца[36];
- 1855 Альфонс Пуатвен (фр. Louis-Alphonse Poitevin) запатентовал фототипию — фотомеханический процесс, пригодный для типографского тиражирования фотоснимков[37];
- 1858 Надар (фр. Nadar; Gaspard-Félix Tournachon) провёл первую в истории аэрофотосъёмку с воздушного шара[38];

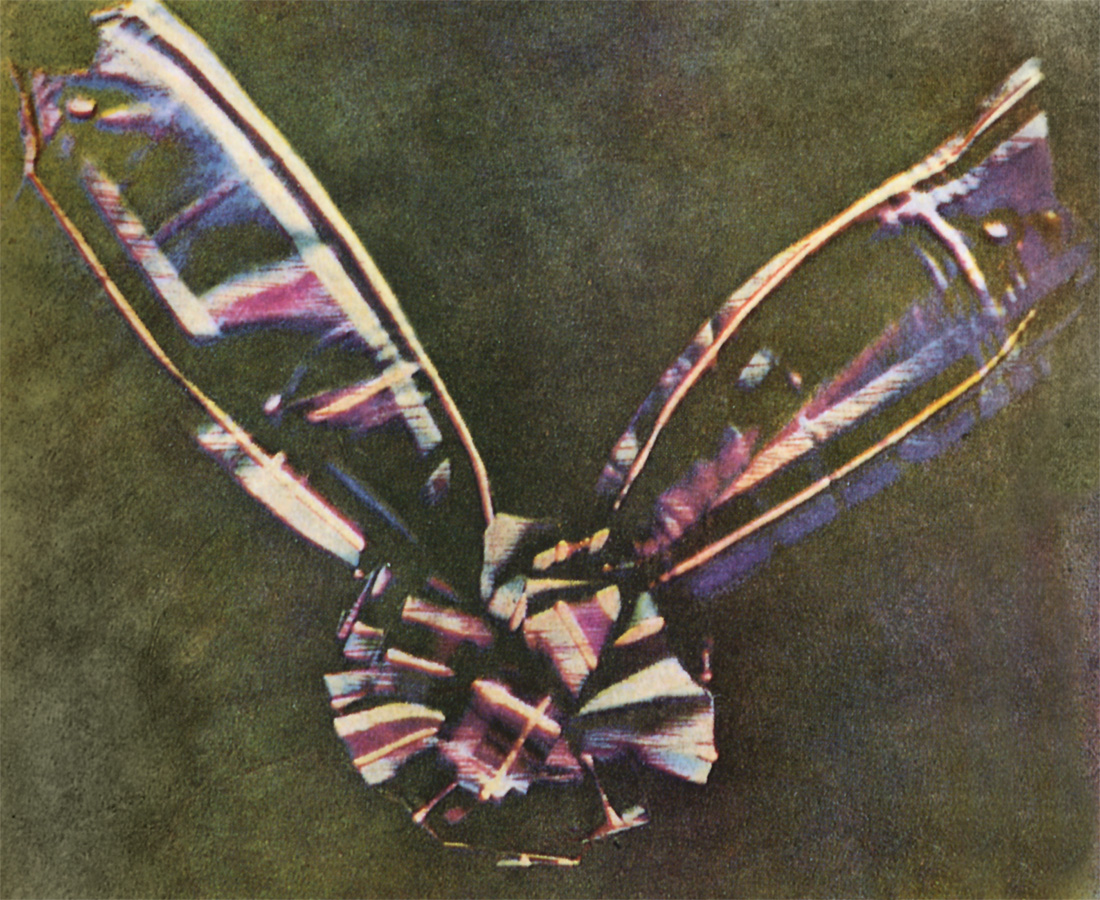
Первый в мире цветной снимок «Тартановая лента». Томас Саттон. США, 1861 год

- 1861 Томас Саттон (англ. Thomas Sutton) создал первый в мире цветной снимок «Тартановая лента» на основе трёхцветной теории Максвелла[39];
- 1865 Уолтер Вудберри (англ. Walter B. Woodbury) запатентовал вудберитипию[40];
- 1868 Французский типограф Луи Дюко дю Орон (фр. Louis Arthur Ducos du Hauron) опубликовал свои исследования о пигментной печати, пригодной для получения цветных фотоснимков на бумажной подложке[22];

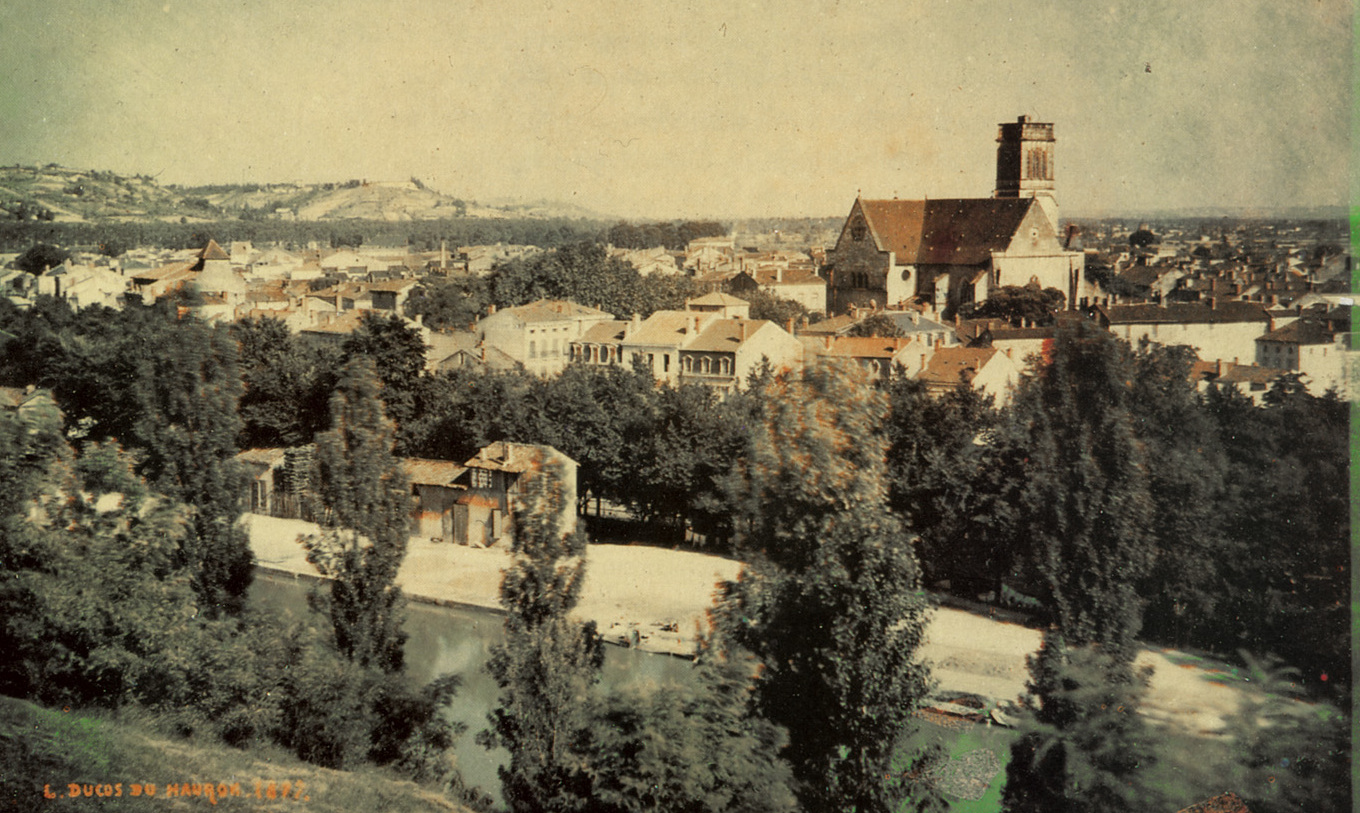
Первый цветной видовой снимок «Панорама Ажена». Дюко дю Орон. Франция, 1877 год

- 1871 Врач Ричард Лич Мэддокс (англ. Richard Leach Maddox) опубликовал технологию желатиносеребряного фотопроцесса, использующегося в фотографии до сегодняшнего дня[41];
- 1873 Открытие немецким химиком Германом Фогелем (нем. Hermann Wilhelm Vogel) явления спектральной сенсибилизации[39];
- 1875 Прообраз фотоплёнки на бумажной подложке и фотоаппарат для неё созданы польским инженером Леоном Варнерке (пол. Leon Warnerke)[42][43][44][45];
- 1878 Чарлз Харпер Беннетт (англ. Charles Harper Bennett) обнаружил способ резкого повышения светочувствительности желатиносеребряной фотоэмульсии при её нагреве в процессе созревания[41]. В результате появилась возможность фотографировать движущиеся объекты с моментальными выдержками[46];
- 1879 Джозеф Суон (англ. Joseph Wilson Swan) начинает массовый выпуск желатиносеребряной фотобумаги с проявлением;
- 1880 Начало массового выпуска сухих броможелатиновых фотопластинок, вытеснивших коллодионные[47];
- 1883 Фотограф из Витебска Сигизмунд Юрковский разработал первый фокальный затвор «при фотопластинке»[48][44];
- 1884 Джордж Истмен (англ. George Eastman) сконструировал первую машину для полива фотоэмульсии на гибкую подложку[35];
- 1885 Истмен начинает массовый выпуск рулонного фотоматериала на бумажной подложке[49][50];

Компания Liesegang начинает выпуск первой желатиносеребряной фотобумаги для «дневной» фотопечати — аристотипной;
- 1887 Изобретение Ганнибалом Гудвином желатинового противоскручивающего контрслоя, позволившего использовать целлулоид в качестве подложки фотоплёнки[52];

Габриэль Липпман (фр. Gabriel Lippmann) изобрёл липпмановский процесс — «метод фотографического воспроизведения цветов, основанный на интерференции»;

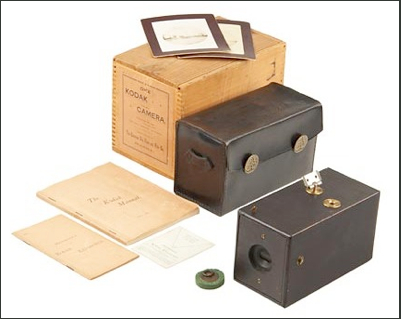
Первый фотоаппарат для рулонной фотоплёнки «Kodak № 1». США 1888 год

- 1888 Начинается выпуск бокс-камеры Kodak № 1 для рулонной фотоплёнки и первого централизованного сервиса проявки и печати[* 1]. Камера с отснятой плёнкой отправлялась по почте на завод, откуда высылалась перезаряженной и с комплектом готовых фотографий. Тогда же появился рекламный слоган компании Kodak: «Вы нажимаете на кнопку, мы делаем всё остальное»[50][53];
- 1889 Поступает в продажу первая рулонная фотоплёнка на целлулоидной подложке производства компании Eastman Company, позднее переименованной в Eastman Kodak;
- 1890 Немецкий оптик Пауль Рудольф (нем. Paul Rudolph) сконструировал первый объектив анастигмат[54];

Фердинанд Хёртер и Чарльз Дриффилд (англ. Ferdinand Hurter, Vero Charles Driffield) завершили разработку универсальной методики измерения светочувствительности фотоматериалов, заложив основы современной сенситометрии;
- 1891 Альфред Богиш (англ. Alfred Bogisch) открыл проявляющие вещества метол, глицин и амидол, нашедшие широкое применение в фотографии[56];
- 1892 Жюль Карпантье (фр. Jules Carpentier) выпустил первый фотобинокль — разновидность фотоаппарата для незаметной моментальной съёмки[57];
- 1893 Британский оптик Гарольд Тейлор (англ. Harold Dennis Taylor) запатентовал оптическую систему «Триплет Кука», послужившую основой для многих современных фотообъективов[58];
- 1897 Фирма Eastman Kodak представила первый складной фотоаппарат карманного размера[57];

## XX век
- 1900 Eastman Kodak представил простейшую бокс-камеру «Brownie» с рекордно низкой ценой в 1 доллар[59];
- 1901 Kodak выпускает первый рольфильм, позднее получивший название «тип-120»;
- 1902 Немецкий оптик Пауль Рудольф разработал объектив типа «Тессар», положивший начало целому семейству оптики[60];
- 1903 Братья Люмьер получают патент на первую общедоступную технологию растровой цветной фотографии «Автохром»[61];

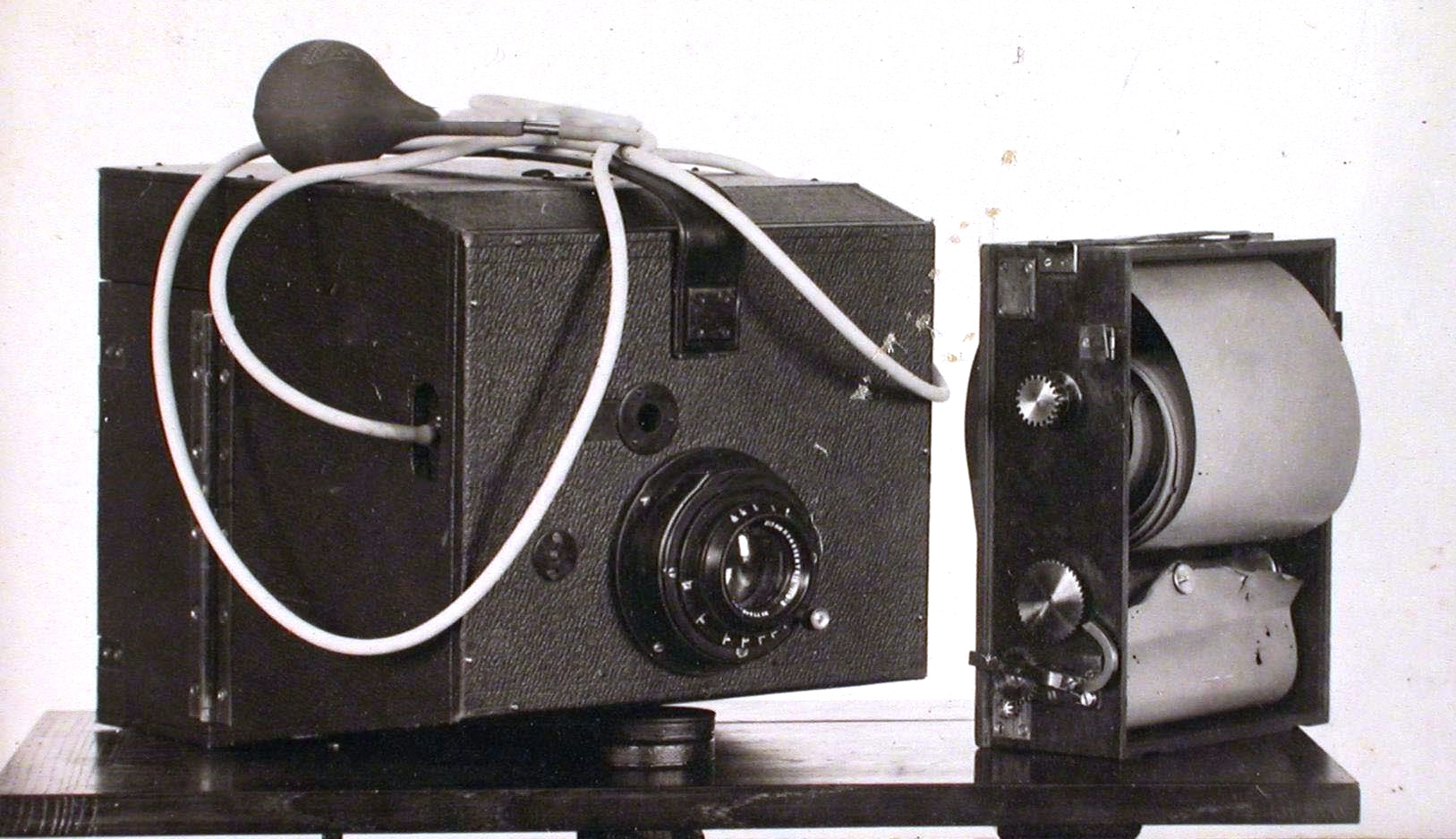
Полуавтоматический аэрофотоаппарат Потте. Российская Империя, 1911 год

- 1906 Открытие химиком Бенно Гомолкой сенсибилизатора пинацианола, сделавшего возможным создание панхроматических фотоматериалов[62];
- 1907 Французским фотографом Эдуардом Беленом (фр. Édouard Belin) был изобретён «беленограф» (англ. Bellinograph), пригодный для передачи фотографий на расстояние[63][64];
- 1908 Габриэль Липпман изобрёл интегральную фотографию, способную регистрировать световое поле микролинзовым растром[65];
- 1911 Русский офицер Владимир Потте изобрёл первый в мире аэрофотоаппарат, рассчитанный на полуавтоматическую кадровую маршрутную съёмку[66][67][68];
- 1912 Артур Пиллсбери (англ. Arthur Clarence Pillsbury) разработал фотокамеру для съёмки микроскопических движений (роста растений измерявшийся ранее простейшими авксанометрами);
- 1923 Гарольд Эджертон (англ. Harold Eugene "Doc" Edgerton) изобрёл ксеноновую газоразрядную лампу, ставшую основой электронных фотовспышек;
- 1924 Компания Beck of London начала выпуск первого объектива типа «рыбий глаз» для регистрации облачного покрова[22];

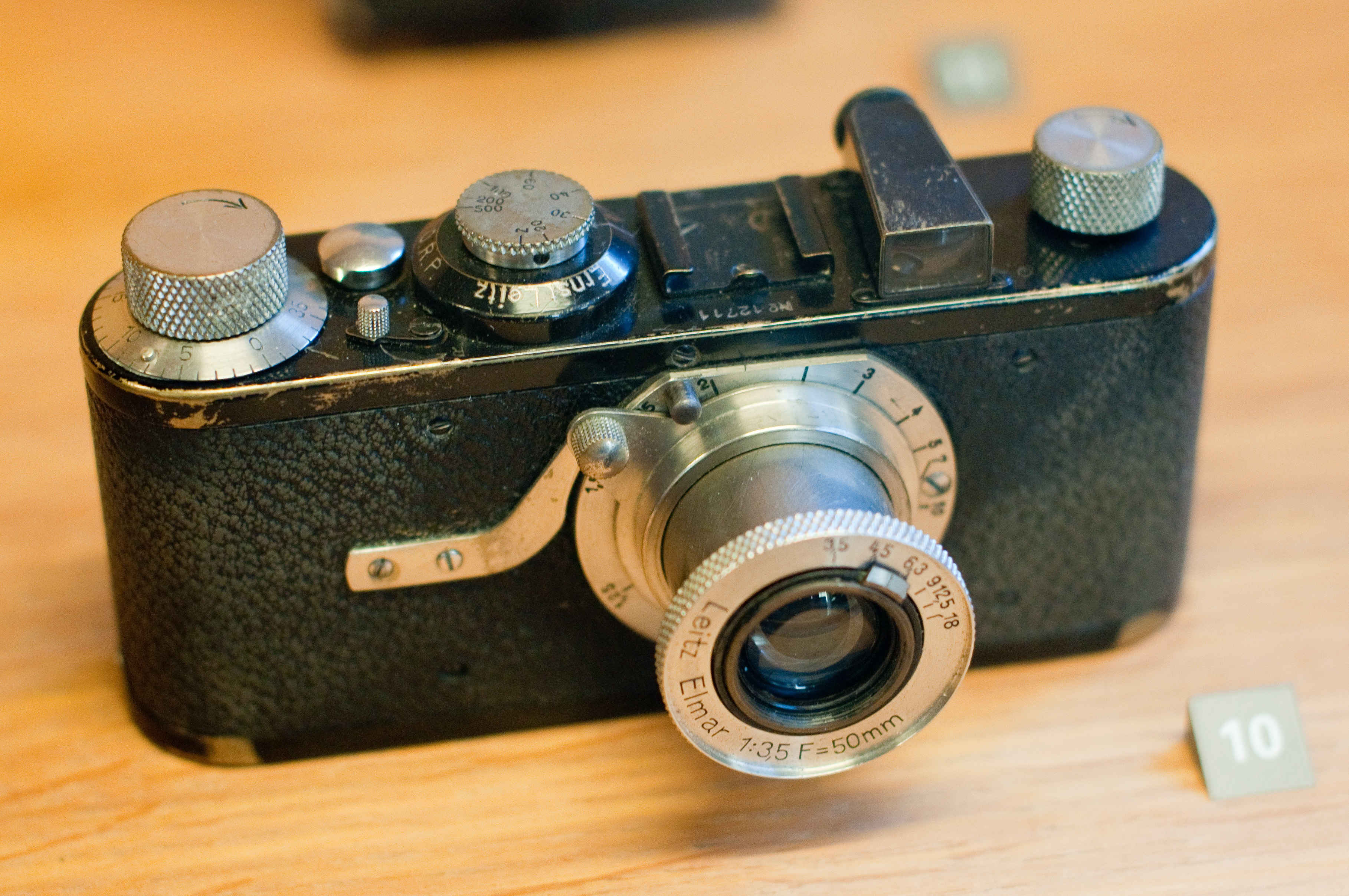
Первый серийный малоформатный фотоаппарат Leica I. Германия, 1925 год

- 1925 Началось серийное производство первого в мире малоформатного фотоаппарата «Leica I»[69];
- 1927 Фирма «Kalle» начала промышленный выпуск светокопировальной диазотипной фотобумаги;
- 1928 Компания Rhamstine выпустила первый в мире фотоэлектрический экспонометр «Электрофот»[70];

Eastman Kodak начал выпуск цветной фотоплёнки «Kodacolor» с лентикулярным линзовым растром;
- 1929 Выпущены первые одноразовые фотобаллоны «Osram Vacublitz» для импульсного освещения в фотографии[72];
- 1934 Введена немецкая шкала светочувствительности фотоматериалов DIN[55];

Начат выпуск первого фотоаппарата со встроенным пружинным вайндером «Robot I»;
- 1935 Агентство Ассошиэйтед Пресс начало регулярную передачу снимков с мест события в центральный офис с помощью фототелеграфа[74];

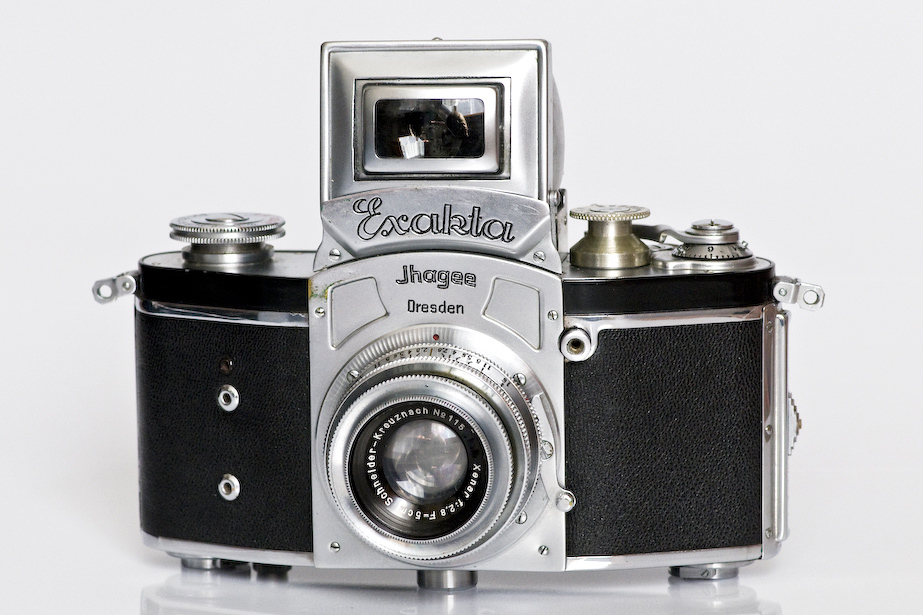
Первый однообъективный зеркальный фотоаппарат Kine-Exacta «киноплёночного» формата. Германия, 1936 год

- 1936 Выпущена первая в мире многослойная цветная обращаемая фотоплёнка «Agfacolor Neu»[* 2]. Почти одновременно анонсирован выпуск фотографической версии цветной киноплёнки «Kodachrome» для слайдов[75];

Компания Ihagee выпустила камеру «Кине-Экзакта», которая считается первым в мире серийным малоформатным однообъективным зеркальным фотоаппаратом;
- 1938 Выпущен первый фотоаппарат, оснащённый экспозиционной автоматикой Kodak Super Six-20 (Kodak Super 620)[48][77][78];
- 1939 Компания Agfa выпустила первую в мире фотоплёнку хромогенного типа, пригодную для негативно-позитивного цветного процесса[79];
- 1941 Eastman Kodak выпустил первую в мире многослойную цветную фотобумагу для печати со слайдов[80];
- 1946 24 октября сделан первый снимок Земли из космоса при помощи фотоаппарата, установленного на трофейной ракете «Фау-2»[81].
- 1947 Введена американская шкала светочувствительности фотоматериалов ASA[55];
- 1948 Polaroid выпустил первый в мире фотоаппарат для моментальной фотографии «Polaroid Land-95»[82];
- 1954 Введена советская шкала светочувствительности фотоматериалов ГОСТ, заменившая устаревшую систему «Х и Д»[55];
- 1957 Налажен серийный выпуск первого приставного электропривода для «гражданского» фотоаппарата «Nikon SP»[83][84];

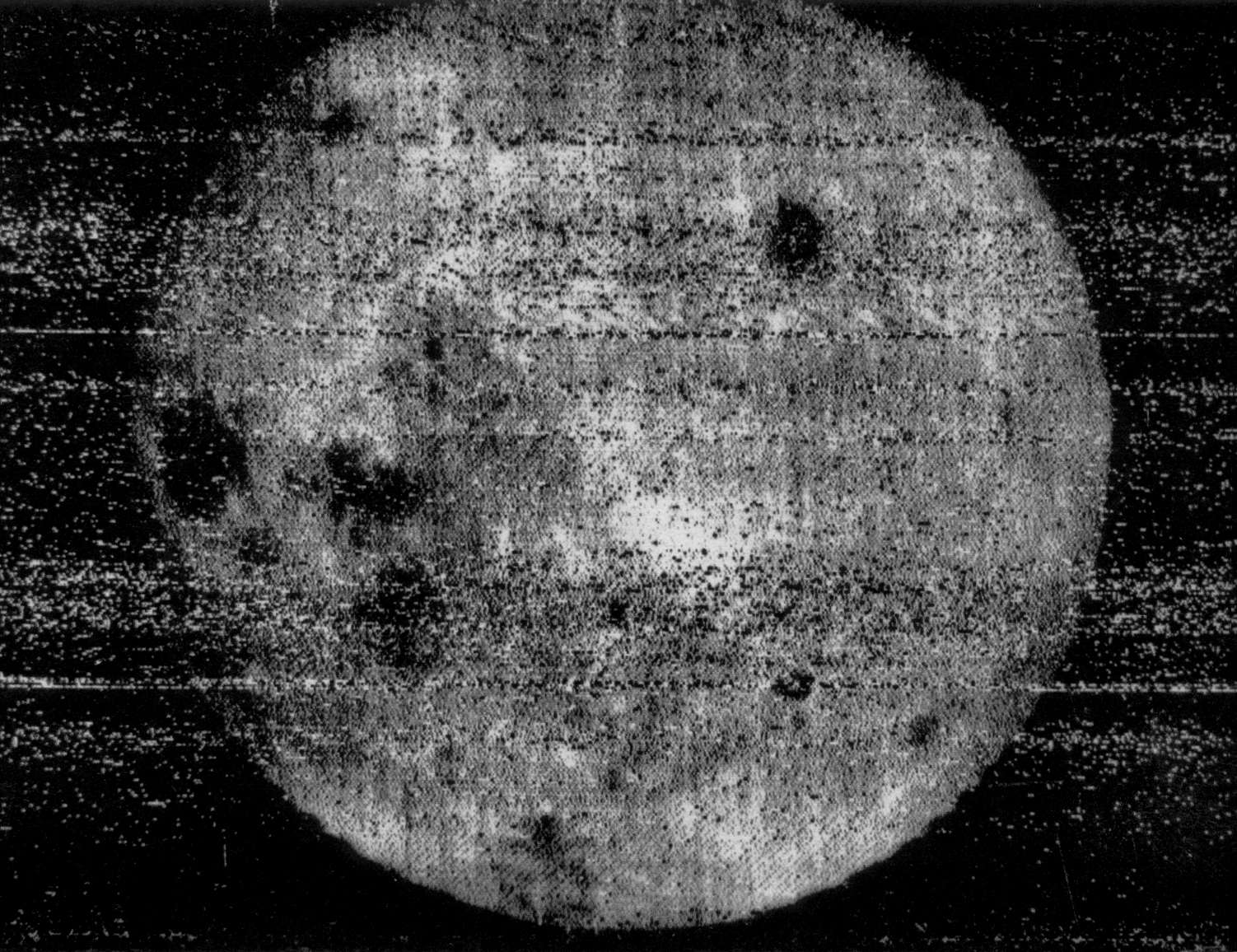
Первая фотография обратной стороны Луны. СССР, 1959 год

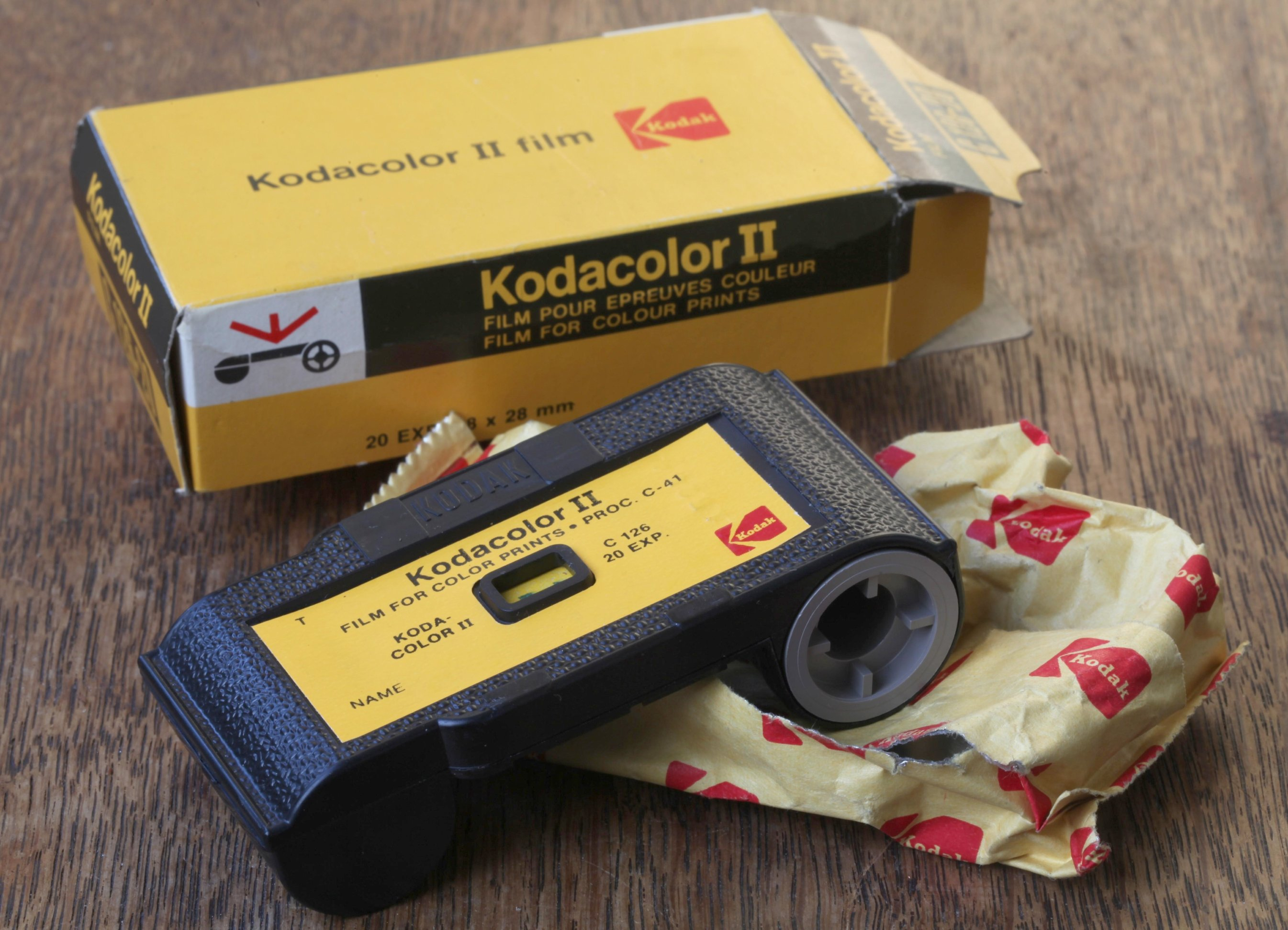
Кассета Instamatic с фотоплёнкой. США, 1963 год

- 1959 Фототелевизионное устройство передаёт изображения Луны с межпланетной станции «Луна-3»;

Хайнц Килфит разработал первый зум-объектив «Фохтлендер-Зумар», пригодный для фотоаппарата
- 1960 Компания Asahi Optical Co. на выставке Photokina представила прототип первого в мире фотоаппарата с TTL-экспонометром «Pentax Spotmatic»[86];
- 1963 Eastman Kodak начал выпуск аппаратуры и кассет для первой системы упрощённой зарядки плёнки «Instamatic»[87];

Компания Ciba Geigy наладила выпуск прямопозитивной цветной фотобумаги «Cibachrome» со стойкими к выцветанию азокрасителями;
- 1964 Эмметт Лейт и Юрис Упатниекс (англ. Emmett Norman Leith, латыш. Juris Upatnieks) в Мичиганском университете создали первую в истории лазерную голограмму, изображающую игрушечные поезд и птицу[88];
- 1967 Выпущен первый в мире объектив «Leitz Noctilux» с асферическими линзами;
- 1972 Eastman Kodak стандартизирует процесс C-41 для обработки цветных негативных фотоплёнок;

Polaroid начал выпуск первых «интегральных» комплектов типа SX-70 одноступенного фотопроцесса, проявляющихся полностью автоматически;
- 1979 Выпущен первый в мире компактный фотоаппарат «Canon AF-35M» с автофокусом на основе инфракрасного локатора[90];
- 1983 Eastman Kodak вводит DX-кодирование светочувствительности и типа фотоплёнки на кассетах тип-135[91];

В фотоаппарате «Nikon FA» впервые реализован режим оценочного замера экспозиции с помощью сенсора, состоящего из пяти независимых сегментов;
- 1984 Первый зеркальный фотоаппарат «Canon T70» с кнопочным управлением по индикации на дисплее вместо барабанов и колец;
- 1987 В объективах для фотоаппарата «Canon EOS 650» впервые использован современный привод автофокуса с ультразвуковым двигателем[93];
- 1994 Nikon выпустил первый в мире фотоаппарат «Nikon Zoom 700 VR» с оптической стабилизацией[94];
- 1996 Eastman Kodak, Fujifilm, Agfa и Konica представили Усовершенствованную фотосистему, призванную заменить малоформатную фотографию;

## Цифровая эпоха в фотографии: XX—XXI век

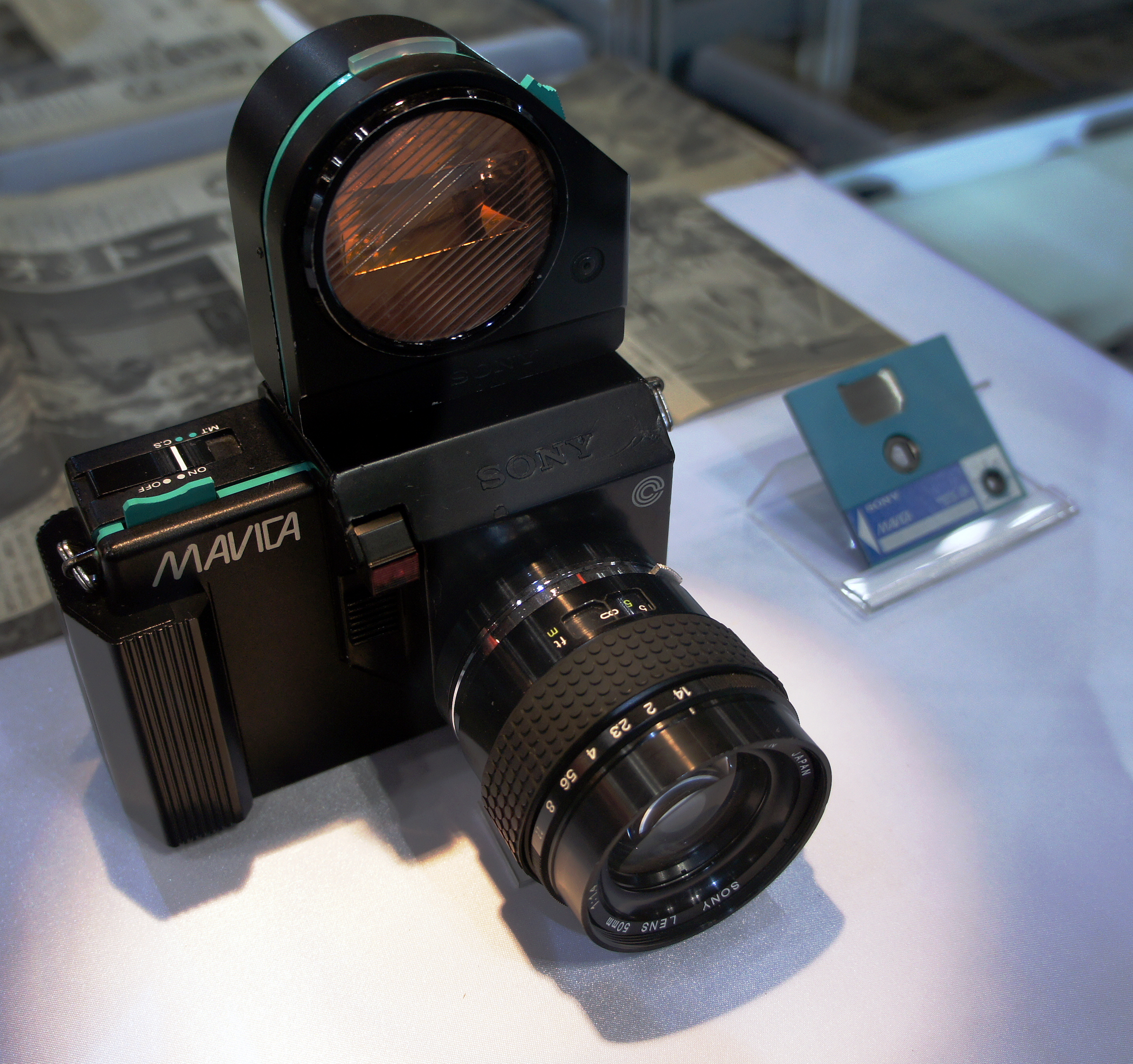
Прототип видеофотоаппарата «Sony Mavica». 1981 год

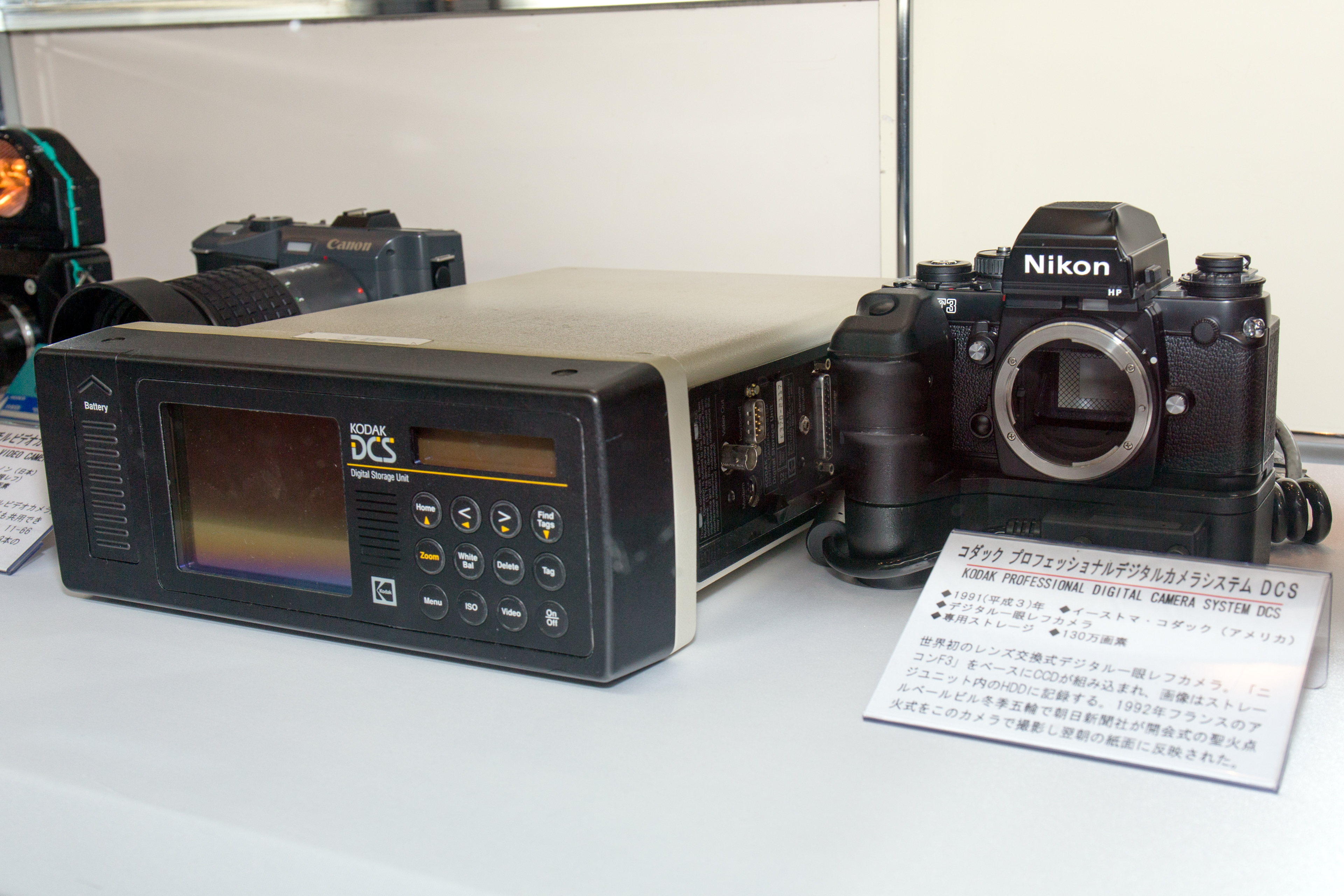
Цифровой зеркальный фотоаппарат «Kodak DCS 100» и блок записи данных. 1991 год

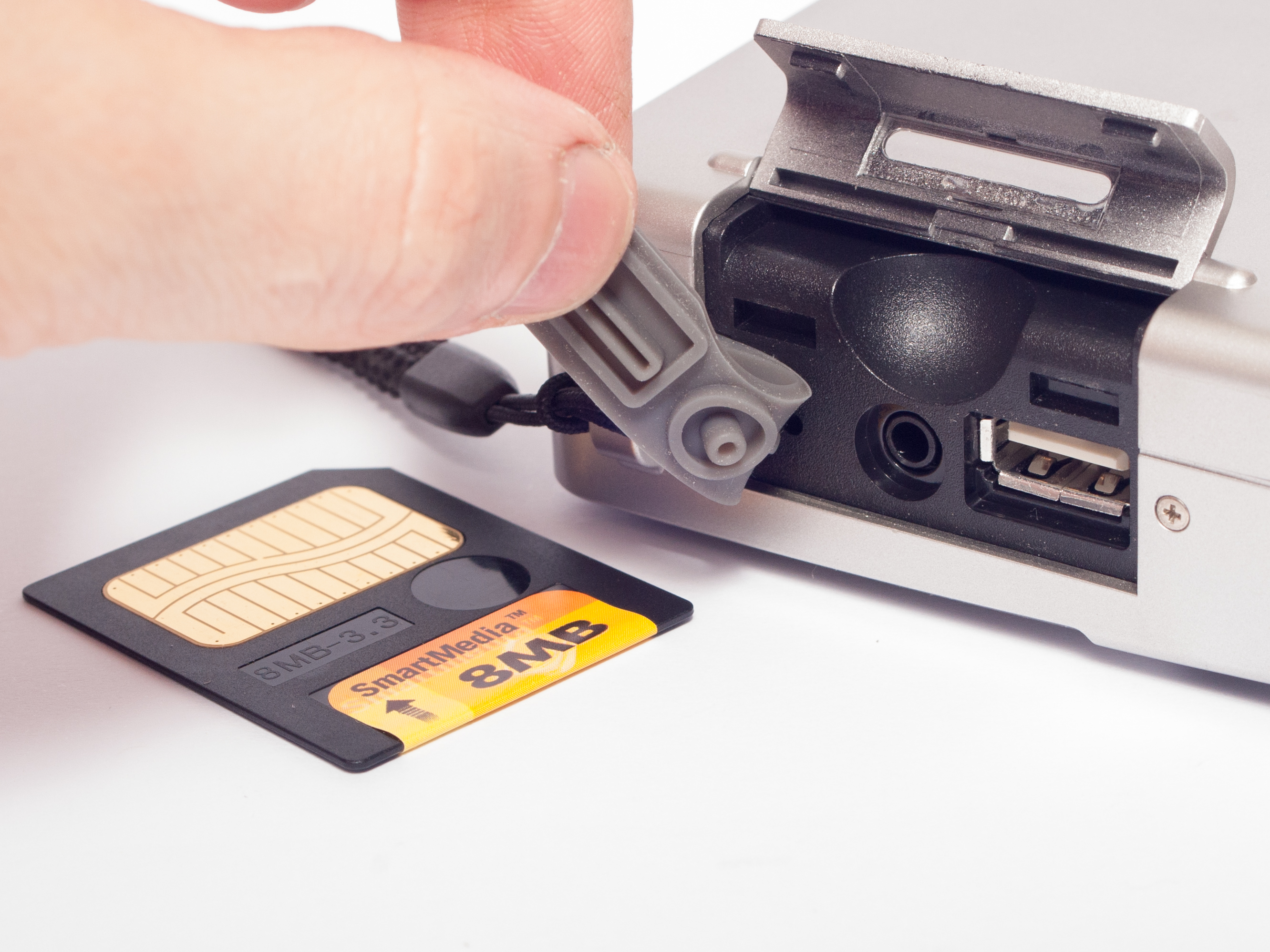
Карта памяти одного из первых стандартов SmartMedia. 1994 год

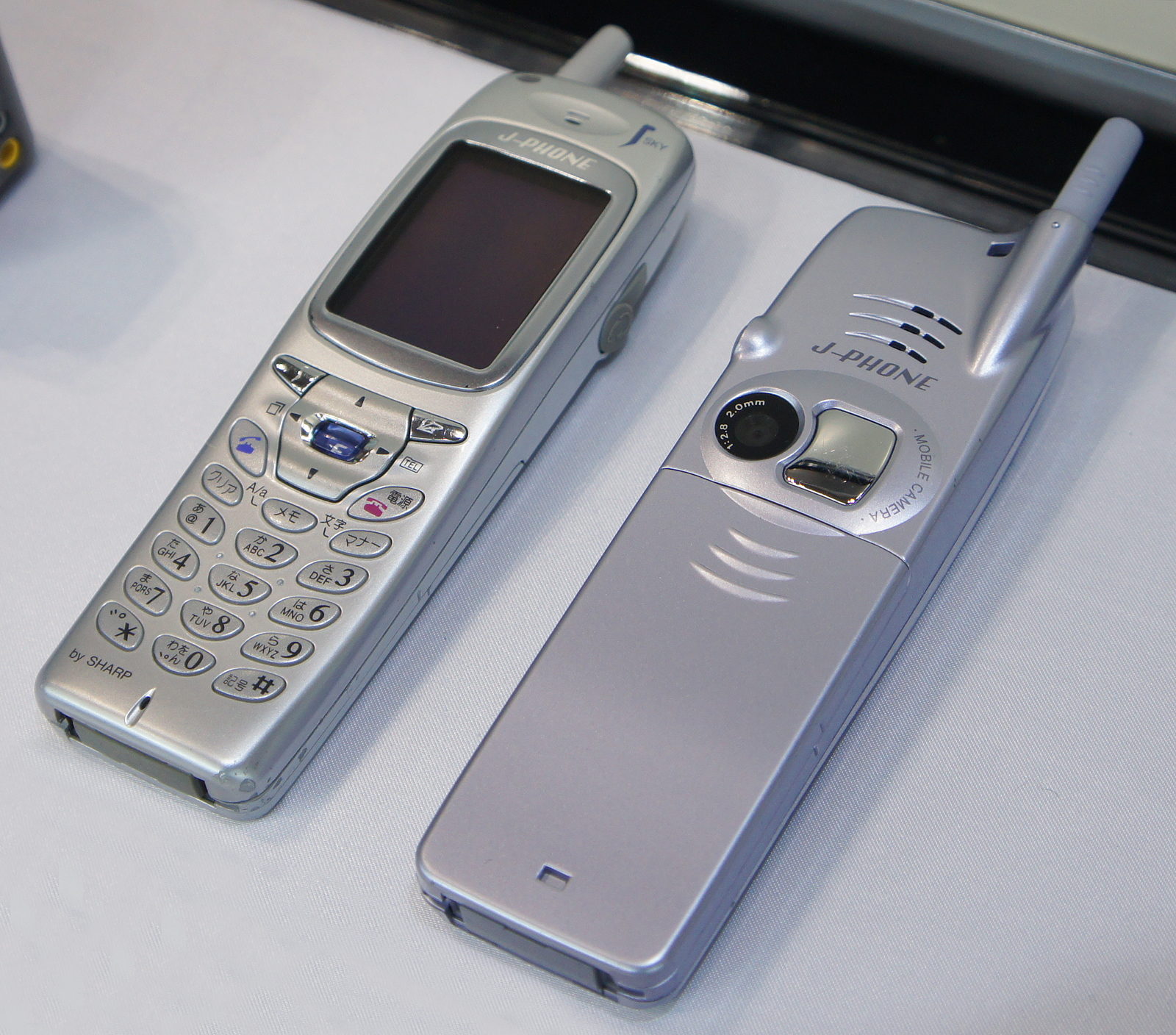
Первый в мире камерафон «Sharp J-SH04». 2000 год

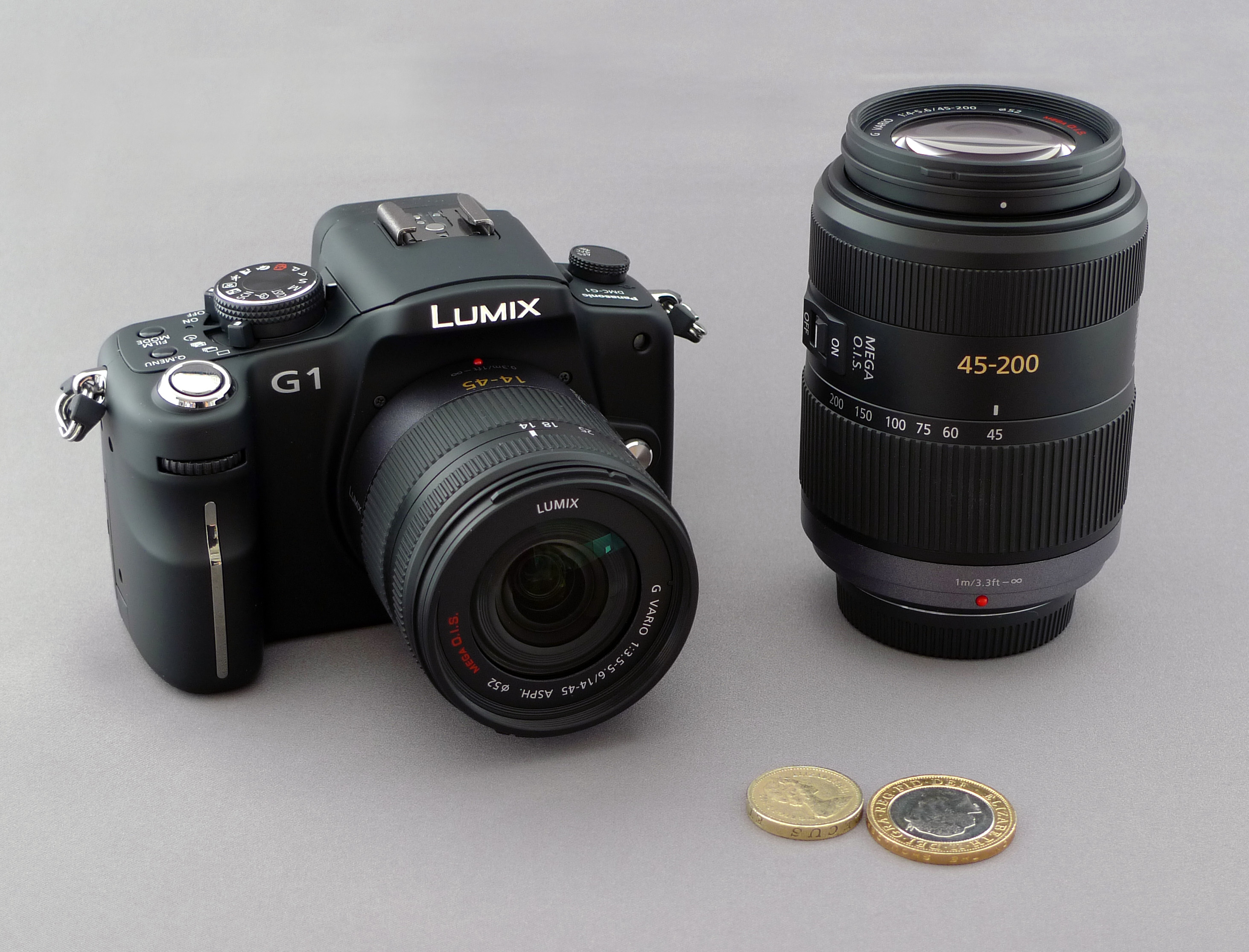
Первый беззеркальный фотоаппарат «Panasonic Lumix DMC-G1». 2008 год

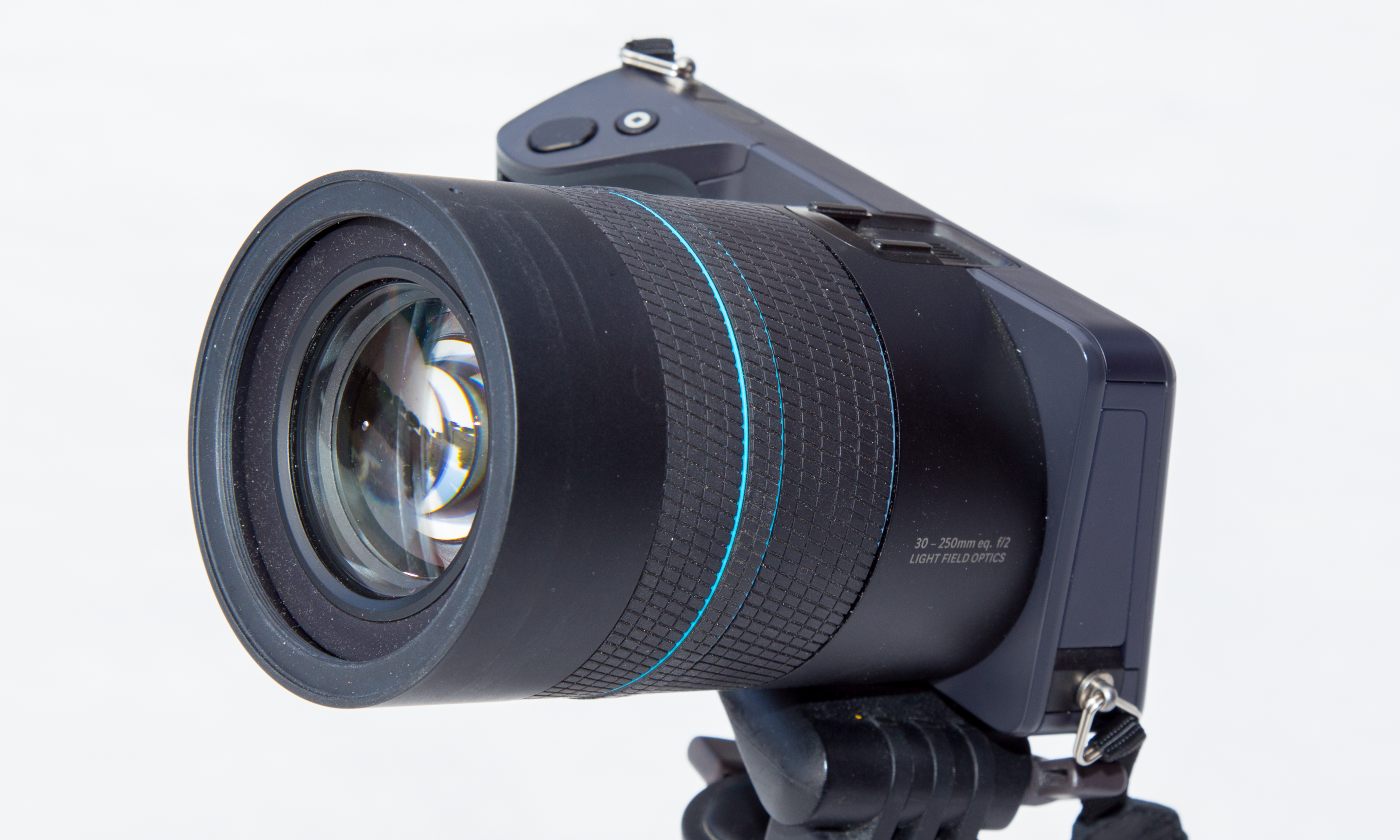
Пленоптическая камера «Lytro Illum». 2014 год

- 1969 Исследователи из Bell Laboratories — Уиллард Бойл и Джордж Смит (англ. Willard Boyle; George Elwood Smith) сформулировали идею прибора с зарядовой связью (ПЗС) для регистрации изображений[95];
- 1970 Ученые из Bell Labs создали прототип видеофотоаппарата на основе ПЗС. Первый ПЗС содержал всего семь МОП-элементов;
- 1972 Компания Texas Instruments запатентовала устройство под названием «Полностью электронное устройство для записи и последующего воспроизведения неподвижных изображений». В качестве чувствительного элемента в нём использовалась ПЗС-матрица, изображения хранились на магнитной ленте, а воспроизведение происходило через телевизор;
- 1973 Компания Fairchild начала промышленный выпуск чёрно-белых ПЗС-матриц разрешением 100×100 пикселей[22];
- 1974 При помощи ПЗС-матрицы и телескопа была получена первая астрономическая электронная фотография. В том же году Гил Амелио (Gil Amelio), также работавший в Bell Labs, разработал технологический процесс производства ПЗС-матриц на стандартном полупроводниковом оборудовании. После этого их распространение пошло намного быстрее;
- 1975 Инженер Стивен Сассон (англ. Steve J. Sasson) работавший в компании Kodak создал первый цифровой фотоаппарат, основанный на ПЗС-матрице производства Fairchild[96]. Камера весила почти три килограмма и позволяла записывать снимки размером 100×100 пикселей на магнитную ленту компакт-кассеты[97][98];

В СССР производят ПЗС под руководством Бориса Седунова;
- 1981 Sony выпускает экспериментальный видеофотоаппарат Sony Mavica (сокращение от Magnetic Video Camera), с которой и принято отсчитывать историю бесплёночной фотографии;

В канадском университете Калгари разработана первая полностью цифровая «All-Sky camera», предназначенная для регистрации полярного сияния;
- 1982 Для передачи новостных снимков на расстояние впервые использован фильм-сканер, разработанный «Кодаком»[100]. Это позволило сократить время доставки, исключив печать позитива, необходимую до этого при использовании фототелеграфа. Кроме того, сканирование негатива стало первым этапом цифровой фотографии, позволив редактировать изображение при помощи компьютера;
- 1984 Во время Олимпиады в Лос-Анджелесе корреспондент японской газеты «Yomiuri Shimbun» впервые передал фотографии соревнований по телефонной линии сразу после съёмки, минуя проявку и сканирование негатива[101]. Для этого использовался новейший бесплёночный видеофотоаппарат «Canon RC-701»[102];
- 1986 Eastman Kodak ввёл в обиход термин «мегапиксель», создав промышленный образец монохромной ПЗС-матрицы с разрешением 1,4 мегапикселя;
- 1988 Увидела свет первая версия графического редактора Adobe Photoshop;
- 1990 Поступил в продажу чёрно-белый цифровой фотоаппарат Dycam Model 1 с разрешением 376×240 пикселей и 1 мегабайтом встроенной оперативной памяти для хранения 32 снимков[22];

Eastman Kodak выпустил на рынок систему Photo CD для хранения цифровых фотографий;
- 1991 Kodak совместно с Nikon, выпускает профессиональный зеркальный цифровой фотоаппарат Kodak DCS100 на основе камеры Nikon F3[103]. Запись происходила на жесткий диск, находящийся в отдельном блоке, весившем около 5 кг;

Компания «Leaf» создала первый цифровой задник для среднеформатных зеркальных фотоаппаратов. Задник оснащён квадратной чёрно-белой матрицей разрешением 4 мегапикселя, и позволяет создавать цветные фотографии неподвижных объектов при помощи последовательных экспозиций через три светофильтра;
- 1992 18 сентября МККТТ утвердил технологию сжатия неподвижных цифровых изображений JPEG в качестве рекомендации T.81[105];
- 1993 Лаборатория реактивного движения завершила разработку технологии активно-пиксельных датчиков, сделавших КМОП-матрицы пригодными для цифровой фотографии[106];
- 1994 На рынке появились первые карты памяти стандарта Compact Flash[107][108];
- 1995 Выпущен первый потребительский цифровой фотоаппарат «Casio QV-10» со встроенным жидкокристаллическим дисплеем для просмотра готовых фотографий[109];

- 1997 Преодолён символический рубеж в 1 мегапиксель для непрофессиональных камер: выпущены фотоаппараты «FujiFilm DS-300» (1,3-мегапикселя) и «Olympus C-1400L» (1,4 мегапикселя)[110];
- 2000 Компания SoftBank выпустила первый камерафон «J-SH04», способный передавать цифровые фотографии по беспроводным сетям[111];
- 2002 Корпорация Sigma выпускает камеру SD9 c первой трёхслойной матрицей типа Foveon;

Начинается выпуск первого серийного фотоаппарата «Canon EOS-1Ds» с «полнокадровой» матрицей размера 24×36 мм;
- 2003 Компаниями Olympus и Kodak представлен стандарт 4:3[113], предложенный в качестве универсального для цифровой фотоаппаратуры, и выпущена камера Olympus E-1 под этот стандарт;

Начало выпуска фотоаппарата «Canon EOS 300D», цена которого впервые для цифровых зеркальных камер оказалась ниже психологической отметки в 1000 долларов. Это событие дало толчок процессу вытеснения плёнки не только из профессиональной сферы, но и в любительской фотографии;
- 2006 Исследователь фотографии светового поля Рен Энджи (англ. Ren Ng) основал проект Lytro[115];

Выпущен первый зеркальный фотоаппарат «Olympus E-330» с функцией Live View;
- 2008 Поступил в продажу первый беззеркальный фотоаппарат «Panasonic Lumix DMC-G1»[117];

Первый цифровой зеркальный фотоаппарат «Nikon D90», снабжённый функцией видеозаписи;
- 2012 Компания Sony представила первую полнокадровую компактную камеру Sony RX1;
- 2014 Компания Sony анонсировала выпуск вогнутой фотоматрицы, позволяющей повысить светосилу объективов при одновременном удешевлении их конструкции[118];
- 2017 Начаты продажи цифрового фотоаппарата «Light L16», оснащённого 16 объективами и способного создавать фотографии с разрешением 52 мегапикселя[119][120][121];
- 2018 Компания Canon заявила о создании предельно большой сверхчувствительной КМОП-матрицы с размером датчика 20×20 см[122]

Благодаря цифровой революции больше всего выиграли японские компании, в отличие от осторожных «американцев». В частности, Nikon, Canon и Sony сегодня считаются признанными лидерами рынка, а компания Kodak, являясь одним из ведущих разработчиков технологий для цифровой фотографии, рынок любительской цифровой фототехники практически потеряла.